# Synomelix faciator
Synomelix faciator là một loài tò vò trong họ Ichneumonidae.